# Estadio Ferenc Szusza
El estadio Ferenc Szusza es un estadio de fútbol ubicado en el distrito de Újpest en Budapest, Hungría. Fue inaugurado el 17 de septiembre de 1922 y tiene una capacidad para 13 501 espectadores. Es el estadio en el que disputa sus partidos el Újpest FC. Entre 1948 y 1953 fue el estadio en el que la selección de fútbol de Hungría disputaba sus partidos y en este recinto estuvo imbatido durante 58 años (desde 1948 hasta 2006). La selección nacional ha disputado 28 partidos en este recinto y solamente ha perdido uno, ante Noruega por 1-4 en 2006. 
Desde 2003 el estadio recibe el nombre de Ferenc Szusza, uno de los mejores delanteros húngaros de la historia.

## Historia
Un año después de construcción, el estadio se inauguró el 17 de septiembre de 1922, con el partido que enfrentaba al Újpest FC contra el Ferencváros, que finalizó con victoria de los locales por 2-1. Desde junio de 1925 hasta junio de 1929 se utilizó como velódromo, aprovechando la pista que rodeaba el campo de fútbol. Dado que la pista estaba ocupando algunas partes de las gradas, la capacidad se redujo a 15 000 personas.
Una inundación en 1945 destruyó la grada, pero después de las reformas de 1946 el Megyeri uti stadion se convirtió en el estadio más grande de Hungría, con una capacidad de 45 117 personas. El estadio albergó su primer partido internacional en 1948, con una victoria de Hungría a Rumania por 9-0.
Los principales eventos del II Festival Mundial de la Juventud y los Estudiantes se celebraron también en este estadio en 1949. A mediados de los años 50 una pista de atletismo se instaló en el estadio, lo que redujo la capacidad a 32 000.
Los focos fueron instalados en abril de 1968, y al año siguiente se celebró en el estadio la final de la Copa de Ferias entre el Newcastle United y el Újpest FC, con victoria de los ingleses. En 1972 y 2007 también albergó la final de la copa húngara.
Hasta el año 2000 el único cambio realizado en el estadio fue la renovación del sistema de reflectores en 1988. Entre 2000 y 2001, el estadio fue renovado por completo. Se transformó en un estadio con plazas de asiento, con aforo para 13 501 personas y completamente cubierto.